# Novillas
Novillas ist ein spanischer Ort und eine Gemeinde (municipio) mit 502 Einwohnern (Stand: 2024) im Nordwesten der Provinz Saragossa der Autonomen Region Aragonien.

## Lage
Novillas liegt knapp 50 km (Fahrtstrecke) nordwestlich der Provinzhauptstadt Saragossa in einer Höhe von etwa 235 m am Ebro. 
Das Klima ist gemäßigt bis warm; Regen (ca. 411 mm/Jahr) fällt übers Jahr verteilt.

## Bevölkerungsentwicklung
| Jahr      | 1970 | 1981 | 1991 | 2001 | 2011 | 2021 |
| Einwohner | 916  | 819  | 737  | 666  | 603  | 502  |

## Sehenswürdigkeiten
- neoklassizistische Marienkirche (Iglesia de Nuestra Señora de La Esperanza)
- Reste des alten Turms aus dem 9. Jahrhundert
- Reste der Enkomienda des Tempelritterordens aus dem 12. Jahrhundert
- Johanniterpalast aus dem 17. Jahrhundert
- Labradormuseum
- Rathaus